# Diffuse Supernova Neutrino Background
Der Diffuse Supernova Neutrino Background (DSNB) ist eine hypothetische Quelle von Neutrinos aus entfernten, nicht aufgelösten Supernova-Ausbrüchen. Ein Nachweis des DSNB könnte die Statistik der Ausbruchshäufigkeiten und Entwicklung von Supernovae und Un-Novae verbessern.
Bereits im Jahre 1987 konnten die bei einer Kernkollaps-Supernova emittierten Neutrinos der SN 1987A nachgewiesen werden. Die Empfindlichkeit von Neutrino-Detektoren ist momentan nur in der Lage, galaktische Supernovae zu beobachten. Die Rate an galaktischen Supernovae wird nur auf eine bis drei Explosionen pro Jahrhundert geschätzt. Neben den galaktischen Supernovae müsste durch extragalaktische Supernovae ein diffuser Hintergrund an hochenergetischen Neutrinos existieren, der Diffuse Supernova Neutrino Background. Der Fluss wäre zeitlich konstant und isotropisch.
Die Energieverteilung und die Leuchtkraft des Diffuse Supernova Neutrino Backgrounds sollte von den folgenden Parametern abhängen:
- der Sternbildungsrate im Universum
- der ursprünglichen Massenfunktion, da nur Sterne mit einer Masse von mehr als acht Sonnenmassen als Supernova explodieren
- dem Massenverlust durch Sternwind oder in wechselwirkenden Doppelsternsystemen, wodurch die Massengrenze für eine Supernovaexplosion unterschritten wird
- dem unbekannten Anteil der dunklen Supernovae oder Un-Novae, die mit einem Neutrino-Ausbruch kollabieren, aber keine elektromagnetische Strahlung emittieren
- der Neutrinooszillation, da astronomische Detektoren nur Elektronen-Neutrinos nachweisen können.

Der Nachweis des Diffusen Supernova-Neutrino-Hintergrunds könnte den Parameterraum für die oben aufgeführten Einflussfaktoren einschränken.